# Carl Rabus

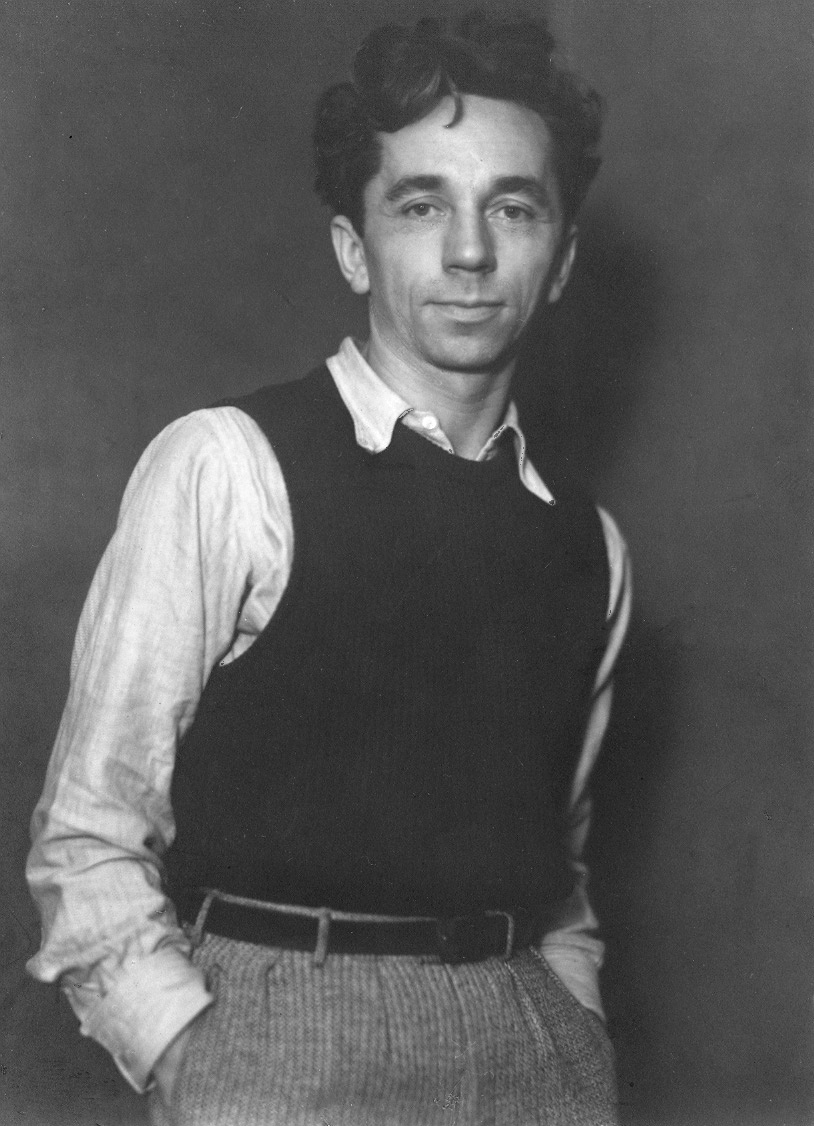
Carl Rabus

Carl Johann Rabus (* 30. Mai 1898 in Kempten; † 28. Juli 1983 in Murnau am Staffelsee) war ein expressionistischer Künstler, der von den Nationalsozialisten verfolgt wurde. Nach 1945 beschäftigte er sich intensiv mit der abstrakten Malerei.

## Leben
Rabus studierte von 1916  bis 1918 bei Angelo Jank an der Münchner Akademie.Von 1918 bis 1919 nahm er am Ersten Weltkrieg teil. Danach hatte er ersten Ausstellungen bei Hans Goltz in München und bei Herwarth Walden in der Sturm-Galerie in Berlin. Ab 1923 arbeitete Rabus in Berlin als Buch- und Zeitschriftenillustrator. Er veröffentlichte unter anderem in den Zeitschriften Eulenspiegel,  Orchideengarten und Jugend. In den Folgejahren entwickelte er sich weiter. Es entstanden Federzeichnungen, Tuschzeichnungen, Holz- und Linolschnitte, die einen breiten Raum seiner Anfangsjahre einnehmen, Bleistiftzeichnungen, Aquarelle, Ölgemälde; später auch Hinterglasbilder und handgeknüpfte Wandteppiche. Viele seiner Werke entstanden in den Jahren bis 1974 „vor Ort“: unter anderem in Spanien, in Frankreich, Österreich, Italien, im früheren Jugoslawien, in der Schweiz und in Belgien, wo er Asyl erhalten hatte. Dort würdigte James Ensor, einer der großen Maler seiner Zeit, den jungen Deutschen so: „Ein mitreißender Aquarellist mit Maß. Man sieht Carl Rabus, den jenseits der Norm Schaffenden, als einen der Großen“. Wenige Jahre später (1946) schrieb  Albert Einstein aus den USA  an Carl Rabus unter anderem: „Ich habe Ihr Werk erhalten und bin beeindruckt von der Unmittelbarkeit der Wirkung Ihrer Zeichnungen“ – gemeint war der 15-teilige Linol-Zyklus „Die Passion“.
1927 kehrte der junge Künstler nach seinen Berliner Jahren nach München zurück. Rabus war früh der Assoziation revolutionärer bildender Künstler (ASSO) beigetreten und sah sich 1934 zur Emigration nach Wien gezwungen, wo er die jüdische Fotografin Erna Adler (1913–2007), seine spätere Ehefrau, kennen lernte. In Wien stellte er bei Würthle, im Hagenbund und in der Neuen Galerie aus. Aufgrund des drohenden Anschlusses Österreichs ans Deutsche Reich flohen beide nach Brüssel, wurden jedoch nach dem Einmarsch des deutschen Militärs in Belgien am 10. Mai 1940 verhaftet. Erna Adler kam wieder frei; Carl Rabus wurde in das Internierungslager St. Cyprien in Südfrankreich transportiert. Dort entstanden Zeichnungen, die als eindrucksvolle Zeugnisse des Lageraufenthaltes erhalten geblieben sind. Im Lager traf er auch den deutschen Maler Felix Nussbaum, der später mit seiner Frau im KZ Auschwitz ermordet wurde. Im Nussbaum Museum Osnabrück ist Rabus mit verschiedenen Werken vertreten.
1943 wurde Carl Rabus wegen Rassenschande erneut verhaftet und ins Gefängnis nach Wien gebracht. 1944 heirateten Carl Rabus und Erna Adler. Nach dem Krieg erfolgten wechselnde Aufenthalte in Essen, München und Brüssel, wo er ein großes Wandgemälde im Helikopter Bahnhof der Fluggesellschaft Sabena malte. Vorübergehend hielt er sich auch in den USA und in Israel auf, wo er in diversen Galerien seine Bilder ausstellte. In den Nachkriegsjahren änderte er seinen künstlerischen Stil und entwickelte abstrakte Grafiken und Ölgemälde. 1974 ließen  sich Carl und Erna Rabus in Murnau nieder. 1983 starb Carl Rabus beim Baden im Staffelsee. Seine Witwe Erna erzählte später: „Ich stand am Ufer und konnte ihm nicht helfen“.

## Werke
- Holz- und Linolschnitte mit christlichen Motiven, Feder- und Tuschpinsel-Zeichnungen sowie Landschaftsaquarelle der 1920er Jahre
- Kreuzigung, 1923
- Am Stadtbach in München Gemälde 1923
- Großes Abendmahl 1923
- Madonna auf dem Weinberg 1923
- Selbst im Spiegel, 1923
- Paar, 1925
- Die Wartende, 1927
- Früher Winter, 1927
- Kornmandl im Wallis 1928
- Eingeschlafen, 1928
- Landschaft mit Strommasten, 1928
- Frachtdampfer im Hafen, 1932
- Segelschiff im Hafen von Ostende 1935
- An der Mole (in Ostende), 1935/39
- „Clochards an der Seine“  (etwa 30 Bleistiftzeichnungen) Paris 1936
- Das Urteil des Paris . Gemälde 1936
- Zwei Freunde (Selbst mit Ernst Vogenauer) – Gemälde, 1937
- St. Cyprien (Lageransichten), 1940
- St. Cyprien (Liegender Lagerinsasse vor Stacheldraht), 1940
- St. Cyprien (Sitzender Lagerinsasse – Kopf auf die Arme gesenkt), 1940
- Selbst in der Spiegelscherbe, 1943 (72,8 × 59 cm)
- Die Heiligen 3 Könige vermutlich in den 1960er Jahren
- Passion (1945) Linolschnitte:15-teiliger Zyklus: Devant le mur, 1945 (Titelblatt des Zyklus), Bruder salbe deine Füsse! Der Weg vor Dir ist schwer!, 1945 Blatt 2, Die Zeit seht sill. Was ist Zeit? Warten, warten, Geduld ist alles!, 1945 Blatt 7, Cachette(Versteck): Ohne Hoffnung! Und Deine Hände sind leer!, 1945 Blatt 9, Fliehen, fliehen, fliehen-wovor? vor Allen!, 1945 Blatt 11, Chemin de la mort, (Der Weg des Todes), So ziehen sie vorbei, ihre Bürde tragend, 1945 Blatt 13, Selbst in St. Cyprien, 1945. Aus der Folge Passion: Geôle (Gefängnis), 1945, Aus der Folge Passion: Hoffnung, 1945.
- 50 unbekannte Zeichnungen: Erna Rabus schenkte dem Buchheim-Museum 50 Zeichnungen, die Carl Rabus im Internierungslager St. Cyprien gemacht hat. Sie waren Inspiration für den Linolzyklus „Passion“, den Rabus 1946 fertigte und den der Sammler Roland Krüppel komplett dem Buchheimmuseum schenkte.

### Buchillustrationen
- Alfred Döblin: Blaubart und Miß Ilsebill. Hans Heinrich Tillgner Verlag, Berlin, 1923 (mit Steinzeichnungen)[1]

1937 wurde im Rahmen der deutschlandweiten konzertierten Aktion „Entartete Kunst“ ein Exemplar des Buchs aus der Kunstsammlung Chemnitz beschlagnahmt und vernichtet.
- Joseph Roth: April, die Geschichte einer Liebe, Einband und Bilder von Carl Rabus, J. H. W. Dietz Nachfolger, Berlin 1924 (Erstausgabe), OCLC 247021884.
- Hans Wolff: Astrologische Prognose. Mit Zeichnungen von Carl Rabus. München. Jati-Verlag 1922.
- Außerdem diverse Arbeiten unter anderem für Werke von Honoré de Balzac, Alfred Döblin, J. W. von Goethe, ETA Hoffmann, C.M. Wieland in den Zeitschriften Eulenspiegel, Orchideengarten, Jugend

### Werke in Sammlungen
- Zentrum für verfolgte Künste, Kunstmuseum Solingen, Solingen
- Deutsches Historisches Museum, Berlin
- Felix-Nussbaum-Haus, Osnabrück
- Kunsthaus Zürich, Zürich
- Kupferstichkabinett Basel, Basel
- Phillips Collection, Washington
- Denver Art Museum, Denver
- Fine Arts Museums of San Francisco, San Francisco
- Cabinet des Estampes Prentenkabinet, Brüssel
- Musées Royaux des Beaux Arts de Belgique, Brüssel
- Städtische Galerie im Lenbachhaus, München
- Staatliche Graphische Sammlung, München
- Stadtmuseum Kempten
- Buchheimmuseum Bernried am Starnberger See
- Diverse Privatsammlungen u. a.  in  Wittenberg, München, Olpe, Herrsching, Wörthsee, Murnau.

## Ausstellungen
- Verfemt: Verboten: Vergessen: Galerie Bernd Dürr GmbH München, 1990
- Carl Rabus Retrospektive Sparkasse Kempten zum 100. Geburtstag 1996
- „Vom Expressiven Frühwerk zur Abstrakten Komposition“ . Historisches Verwaltungsgebäude der Regierung von Oberbayern in München 1997
- Malerei und Grafik, Schlossmuseum Murnau 2006
- Kunst gegen das Vergessen: Beamtenfachhochschule Herrsching 2009
- Carl Rabus „Spuren der Vergangenheit“ – Centre d’Art Contemporain de Saint Cyprien 2011
- Carl Rabus – PASSION: Buchheimmuseum 2018
- Carl Rabus. Ein Meister der Moderne. Cranach-Stiftung Wittenberg, Lutherstadt Wittenberg, 2021
- Carl Rabus – Ein Künstler zwischen Hoffnung und Verzweiflung. Kempten, Hofgartensaal der Residenz Kempten, 2023[2]

## Gemeinschaftsausstellung
- 2010: Entdeckte Moderne, Kunsthalle Jesuitenkirche, Aschaffenburg

## Ehrungen
- Seine Geburtsstadt Kempten hat ihm eine Straße⊙ gewidmet.